# Carl Axel Gottlund
Carl Axel Gottlund eller Kaarle Aksel Gottlund, född 24 februari 1796 i Strömfors i Nyland, i dåvarande Sverige (idag  Finland), död 20 april 1875 i Helsingfors, Stf. Finland, var en folklivsforskare, folklorist, kulturpolitiker och fennoman.
Gottlund var lektor i finska vid Helsingfors universitet från år 1839, men hade själv studerat både i Åbo och vid  Uppsala universitet. Såsom många andra fennomaner under 1800-talet skrev han en stor del av sin produktion på svenska. 
År 1818 utgav han avhandlingen "De proverbiis fennicis" och den första tryckta samlingen av finska fornsånger, med sången "Pieniä runoja, Suomen pojillen ratoxi" (Små sånger till Finlands söners nöje; andra delen 1821).

## Gottlund och skogsfinnarna
Gottlund var son till kaplanen Matthias Gottlund och Ulrika Sophia Orraeus. Han var en av de tidiga folklivsforskarna i finnskogarna i Sverige, även kallad för Svedjefinnarnas apostel, verksam för andlig odling bland svedjefinnarna. I etnografiskt syfte företog han 1821–1822 en vandring i Värmlands finnskogar och fann befolkningen där i ett högst uselt och eländigt läge. Gottlund beslöt då att emancipera Värmlands finnar, skaffade dem böcker på finska språket samt ställde sig i spetsen för en deputation, som till de då församlade ständerna inlämnade en av 600 personer undertecknad petition om vidtagande av åtgärder till lindrande av finnarnas belägenhet. Saken ådrog sig stor uppmärksamhet. Petitionen ledde dock i huvudsak till önskat resultat. 
Carl-Axel Gottlund försökte även skapa ett finskt härad i Norge och Värmland. Frågan togs upp i riksdagen men det mesta av innehållet avslogs, men några kyrkor i finnskogen (med svensktalande präst) och några smärre åtgärder i övrigt blev resultatet. Beslutet om detta togs den 15 februari 1826. 
Hans mycket detaljrika dagböcker från dessa resor i finnbygderna i Dalarna, Hälsingland och främst Värmland har utkommit i bokform de senaste årtiondena, men redan under sin samtid utgav han skrivna alster om denna då levande folkspillra i skogsmarkerna.

## Gottlund i Stockholm
År 1826 flyttade Gottlund till Stockholm och utsände 1828 ett häfte moderna finska sånger, Wäinämöiset. Samtidigt sökte han genom ett vidlyftigt tilltaget arbete lägga grunden till en vetenskaplig litteratur på finska språket. Åren 1828–1829 utkom första delen av detta arbete, Otava eli Suomalaisia huvituksia (Karlavagnen eller finska förströelser; 2:a delen 1832), vilket innehåller uppsatser i finsk arkeologi, etnografi och historia. 
Gottlund har också äran att ha grundat den första finska föreningen i Sverige i modern tid, nämligen Föreningen Stockholms Finnkår (Tukhulmin Suomalaiskunta). Föreningen sammanträdde för första gången den 20 februari 1830 klockan 20.00 i källaren Viktoria vid Regeringsgatan i Stockholm. Föreningen hade även ett högre syfte än att bara fungera som en trivsel och umgängseklubb för sverigefinnar. Föreningen skulle befrämja det finska språket och litteraturen. Sällskapet bestod av finnar, oberoende av medborgarskap.

## Gottlund tillbaka i Finland

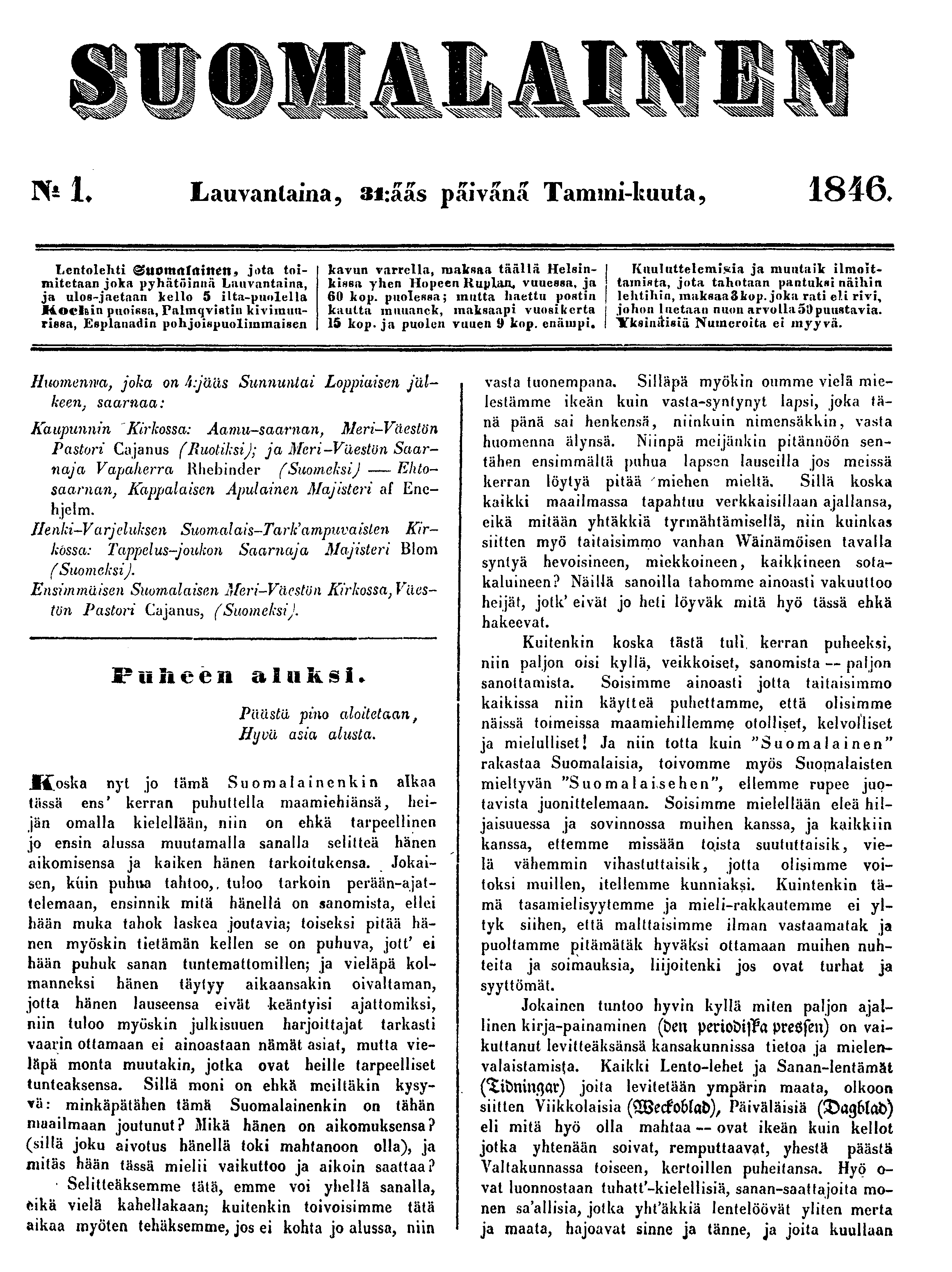
Första numret av tidskriften Suomalainen.

År 1834 flyttade Gottlund tillbaka till Finland, där han 1839 utnämndes till lektor i finska språket vid Helsingfors universitet. Med outtröttlig iver fortsatte han sitt arbete för finska litteraturen, men råkade allt mer i en skev riktning, som i väsentlig mån nedsatte hans betydelse som skriftställare. Hans lynne förbittrades, han ansåg sig tillbakasatt och förfördelad; snart isolerade han sig fullständigt från de övriga arbetarna i den finska litteraturens tjänst, och alltmer tydligt framträdde hans egenheter och ensidighet i varje nytt arbete, som han utgav från trycket. 
Bland hans skrifter nämns endast här hans tre specimina för professuren i finska (1850, 1853 och 1863), diktsamlingarna Runola (1840) och Sampo (1847), en bearbetning och lokalisering av Fredmans epistlar: Fredmanin lauluja ja loiluja (1863–1864), och Läsning för finnar (1864), en brokig samling, där huvudtemat egentligen utgör författaren själv, men där likväl historieforskaren och arkeologen kan finna ett och annat av intresse. De av honom utgivna tidningarna Suomalainen, 1846, och Suomi, 1847–1849, trakasserades av censuren eller indrogs. Ett betydande antal urkunder till belysning av Finlands historia, vilka han samlat under sin vistelse i Stockholm, sålde han 1860 till finska statsarkivet. 
- Gottlunds originalanteckningar förvaras i Finska litteratursällskapets arkiv i Helsingfors.

## Sverigefinnarnas dag
Sverigefinnarnas dag firas på Carl Axel Gottlunds födelsedag, den 24 februari.